# Mitsudera

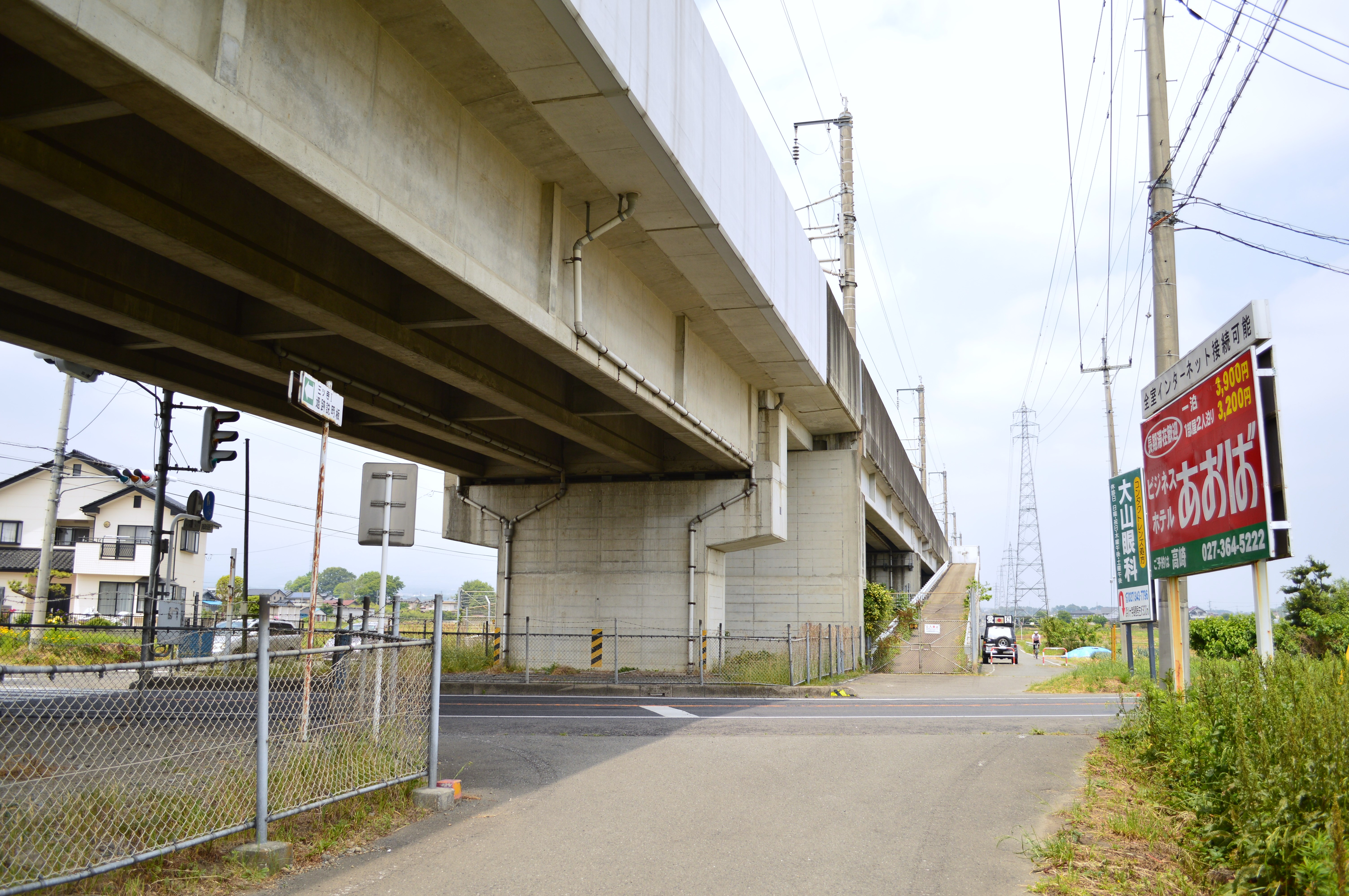
Fundort

Mitsudera (jap. 三ツ寺遺跡, Mitsudera iseki oder 三ツ寺I遺跡, Mitsudera ichi iseki) ist eine archäologische Fundstätte aus der späten Kofun-Zeit im Ortsteil Mitsudera der Gemeinde Takasaki in der Präfektur Gunma. Es handelt sich um einen Herrensitz, der am Fuße des Vulkans Haruma liegt und der anlässlich von Bauarbeiten an der Hochbahn der Jōetsu-Shinkansen entdeckt und 1981 ausgegraben wurde. Eine Weile lang war dies der einzige Herrensitz Japans aus dem 5. Jahrhundert. Im Jahr 2000 wurde am drei Kilometer entfernten Fundplatz Kitayatsu (北谷遺跡) eine ähnliche Anlage entdeckt.

## Überblick
Der Herrensitz besaß eine quadratische Grundfläche von 86 × 86 m mit kleinen Vorsprüngen an drei der vier Ecken. Das Gelände des Herrensitzes war gut bewehrt und von einem 30 bis 40 m breiten und 3,5 m tiefen Wassergraben umgeben. Der Wassergraben selbst, der vom Grundwasser gespeist wurde, war rechteckig mit Kantenlängen von 100 × 150 m. Die ausgehobene Erde wurde innerhalb des Geländes zu einem ca. ein Meter hohen Wall aufgeschüttet und mit einem zweireihigen Palisadenzaun versehen.
Die Anlage war durch einen Zaun in eine nördliche und eine südliche Hälfte unterteilt. Im südlichen Teil befand sich ein Gebäude mit eingetieften Pfosten und sechseckiger Umrandung, die mit einer Steinpflasterung (葺(き)石, fukiishi) versehen war. Diese Steinpflasterung, die auch im Wassergraben zu finden ist, wurde in der späten Kofun-Zeit auch an den Hügelgräbern verwendet. Im Bereich dieses Hauses wurden zudem Spiegel, kommaförmige Perlen (magatama) und Schwerter gefunden, die entweder der hier lebenden Herrscherfamilie gehörten oder die zu rituellen Zwecken verwendet worden waren.
Im Norden der Anlage befanden sich kleine Erdgrubenhäuser und Gebäude, die wohl der Versorgung und als Wohnstätten des Gefolges dienten. In diesem Bereich wurden Werkzeuge für die Landwirtschaft und Keramikgefäße gefunden. Hier befand sich auch eine Brücke über den Wassergraben, durch den man den Innenbereich des Herrensitzes betreten konnte. Die Wasserversorgung wurde durch hölzerne Wasserleitungen gewährleistet.
Im unmittelbaren Umfeld des Herrensitzes wurden weitere Siedlungsüberreste ausgegraben. Nur rund ein Kilometer entfernt, befindet sich die Hotoda-Grabhügelgruppe (保渡田古墳群, Hotoda kofungun) mit drei schlüssellochförmigen Kofunen. Da diese Hügelgräber zur gleichen Zeit erbaut wurden, nimmt man an, dass es sich um die Gräber der Herren von Mitsudera handelt. Vermutlich wurde der Herrensitz nach einem Ausbruch des Haruma-Vulkans im 6. Jahrhundert aufgegeben.